# Fachhochschule Wedel

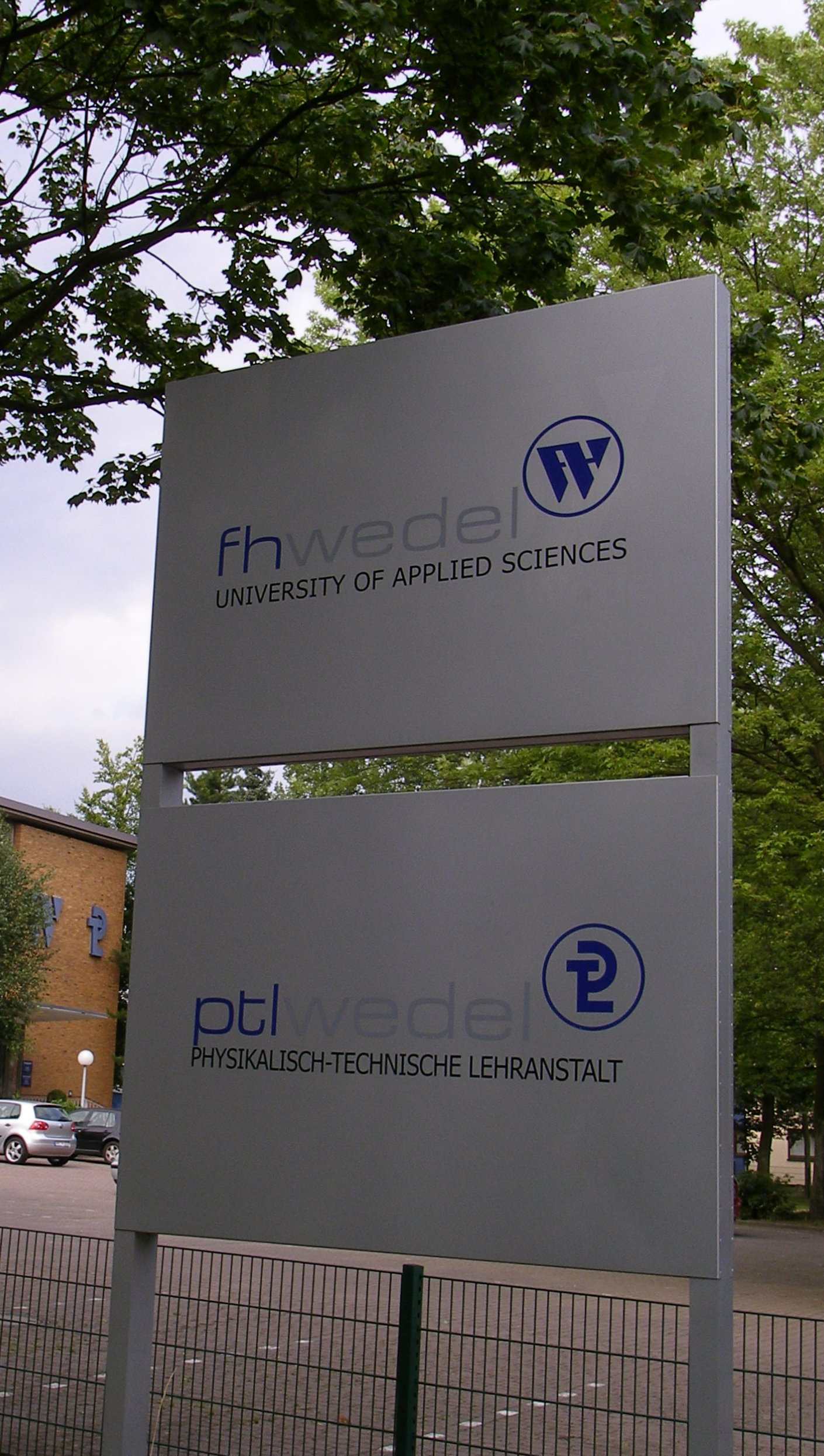
Schilder der FH Wedel und der PTL Wedel

Die Fachhochschule Wedel gGmbH (engl. University of Applied Sciences Wedel gGmbH) gehört zu den wenigen privaten, aber gemeinnützigen Fachhochschulen in Deutschland. Sie ist staatlich anerkannt und bietet dreizehn Bachelor- und neun Masterstudiengänge in den Bereichen Informatik, Technik und Wirtschaft an. Sie liegt am westlichen Stadtrand von Hamburg in Schleswig-Holstein und finanziert sich über Studiengebühren, eine Landeszuwendung sowie Drittmittel.
Die FH Wedel ist ein Familienunternehmen und wird seit ihrer Gründung im Jahr 1969 inzwischen in dritter Generation vom Enkel des Gründers, Eike Harms, geleitet (Stand: November 2018). Zu Beginn des Sommersemesters 2023 waren rund 805 Studierende an der Hochschule eingeschrieben.

## Geschichte
Die Fachhochschule Wedel ist seit drei Generationen ein Familienunternehmen: Im Jahr 1969 von Helmut Harms gegründet, übernahm sein Sohn Dirk Harms im Jahr 1977 die Leitung der Hochschule. 2010 wurde Eike Harms, der Enkel des Gründers, Hochschulpräsident und steht der Hochschule bis heute vor (Stand: November 2020).
Die Geschichte der Hochschule geht bis ins Jahr 1969 zurück. Damals wurde aus der Physikalisch Technischen Lehranstalt PTL Wedel die Fachhochschule Wedel und legte den Grundstein für eine Ausbildung von Studierenden auf Hochschulniveau. Die Lehranstalt blieb allerdings erhalten und fungiert bis heute als Partnerinstitution.
Der erste Studiengang an der FH Wedel war Technische Informatik, im Jahr 1979 folgte der Studiengang Wirtschaftsinformatik. Im Laufe der Jahre wurden nicht nur neue Gebäude gebaut und eine gemeinnützige Gesellschaft als privater Träger sowie ein Förderverein gegründet, sondern auch das Auslandsstudium und das duale Studium eingeführt sowie eine Reihe neuer Studiengänge ins Leben gerufen:

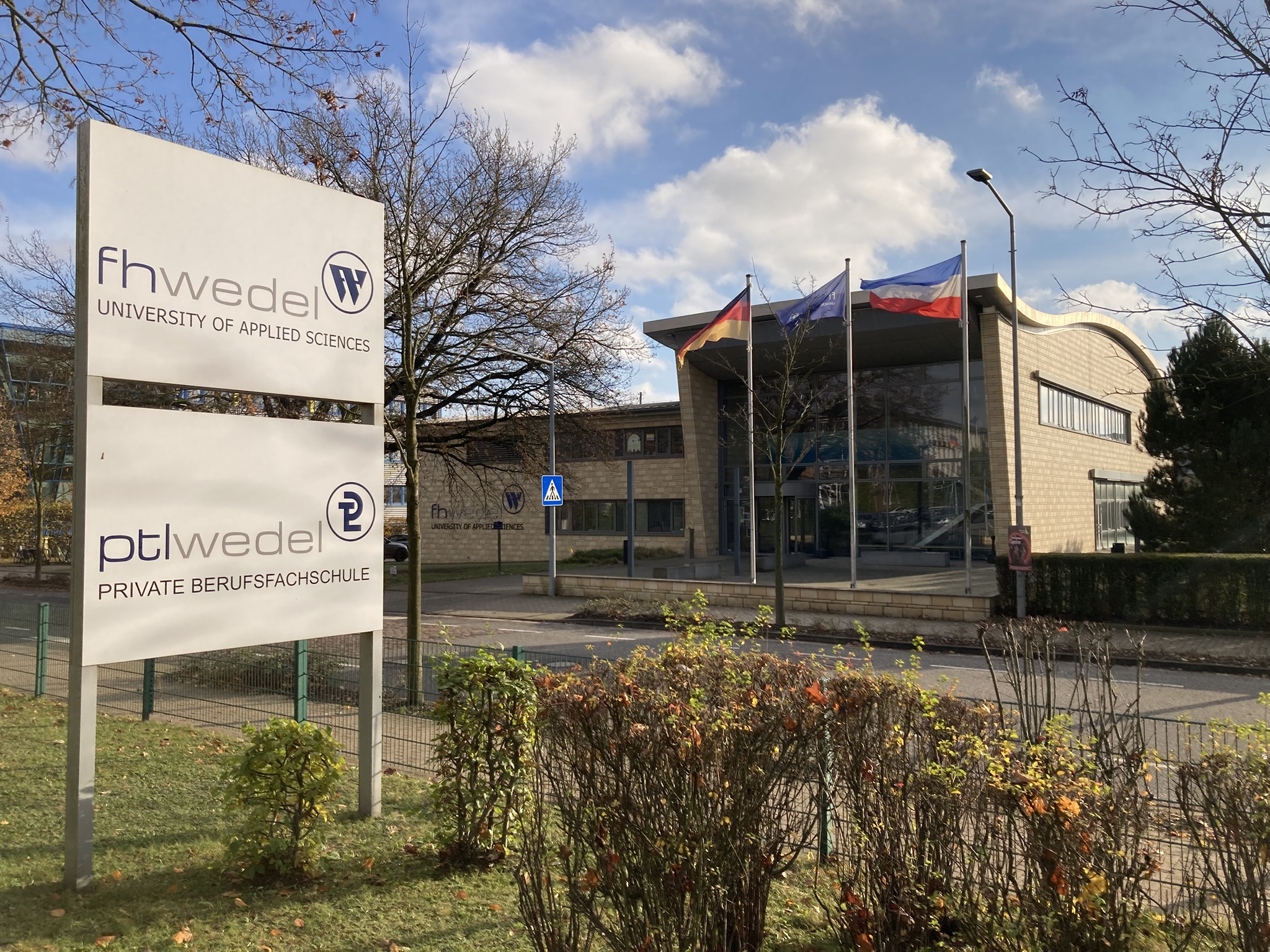
Das Mediengebäude der Fachhochschule Wedel

- 1991: Diplom-Studiengang Wirtschaftsingenieur

- 1997: Diplom-Studiengang Medieninformatik

- 2000: Masterstudiengang Informatik

- 2003: Bachelor- und Masterstudiengang Betriebswirtschaftslehre

- 2011: Bachelor- und Masterstudiengang E-Commerce

- 2014: Bachelorstudiengang Computer Games Technology sowie Masterstudiengang IT-Sicherheit

- 2015: Bachelor- und Masterstudiengang Studiengang IT-Ingenieurwesen

- 2016: Bachelorstudiengänge IT-Management, Consulting & Auditing sowie Smart Technology
- 2020: Konsekutive Studienrichtung Data Science & Artificial Intelligence
- 2023: Bachelorstudiengang Angewandte Wirtschaftspsychologie

## Studiengänge
Studiengänge mit dem Abschluss Bachelor of Science (B. Sc.):
- Angewandte Wirtschaftspsychologie
- Betriebswirtschaftslehre
- Computer Games Technology
- Data Science & Artificial Intelligence
- E-Commerce
- Informatik
- IT-Ingenieurwesen
- IT-Management, Consulting & Auditing
- Medieninformatik
- Smart Technology
- Technische Informatik
- Wirtschaftsinformatik
- Wirtschaftsingenieurwesen

Studiengänge mit dem Abschluss Master of Science (M. Sc.):
- Betriebswirtschaftslehre
- Data Science & Artificial Intelligence
- E-Commerce
- Informatik
- IT-Engineering
- IT-Sicherheit
- Wirtschaftsinformatik / IT-Management
- Wirtschaftsingenieurwesen
- Sustainable & Digital Business Management

Alle Studiengänge können auch im dualen Studienmodell studiert werden. Als Fachhochschule ist die Lehre und Forschung an der FH Wedel anwendungsorientierter als an einer Universität. Studierende setzen ihr Wissen durch Übungen, Projekte oder Tätigkeiten als Werkstudent in die Praxis um.
Die Kontakte zur Wirtschaft sind eng und es bestehen zahlreiche Kooperationen zu Unternehmen, bei denen Studierende Praktika absolvieren, Abschlussarbeiten verfassen oder eine Anstellung finden können. Außerdem sind Unternehmensvertreter durch Vorträge und Projekte in die Lehre eingebunden.
Zusammen mit einigen Unternehmen bietet die FH Wedel besonders guten und engagierten Studierenden Stipendien an. Hier kooperiert sie mit der Grohe-Treuhandstiftung, Hapag-Lloyd und BIT-SERV.

## Partnerhochschulen
Seit 1996 bietet die Hochschule ein Auslandssemester an. Am Anfang setzte sie auf Kooperationen mit Hochschulen in Übersee. Später kam mit dem Erasmus-Programm das europäische Ausland hinzu. Inzwischen kooperiert die Hochschule mit rund 30 Partnerhochschulen weltweit.